# Brava!
Brava!, pubblicato nel 1990, è una raccolta (solo CD) della cantante italiana Mina.

## Tracce
1. Brava! – 1:50 (Bruno Canfora; edizioni musicali Curci 1965)
2. Le tue mani – 3:40 (Pino Spotti, Machel Montano; edizioni musicali Universal-Ariston 1962)
3. È vero – 1:59 (Umberto Bindi, Nicola Salerno; edizioni musicali Ariston 1960)
4. E... (E adesso sono tua) – 3:00 (Alberto Testa, Bruno Martelli; edizioni musicali Rias 1965)
5. Chihuahua – 2:08 (Giorgio Calabrese, Antonio Bertocchi, Mansueto De Ponti; edizioni musicali Orchestralmusic-S. Cecilia 1962)
6. Non illuderti – 2:50 (Berto Pisano, Rizza; edizioni musicali Codevilla 1964)
7. Confidenziale – 2:43 (Pino Massara, Vito Pallavicini; edizioni musicali Ariston 1960)
8. Un buco nella sabbia – 2:17 (Alberto Testa, Piero Soffici; edizioni musicali Supersonic 1961)
9. Lontanissimo (Somewhere) (da West Side Story) – 2:06 (Leonard Bernstein, Stephen Sondheim, Alberto Curci; edizioni musicali Curci 1966)
10. Sabato notte – 2:28 (Bruno Canfora, Dino Verde; edizioni musicali Orchestralmusic 1962)
11. Nel fondo del mio cuore (En un rincòn del alma) – 2:41 (Mina, Alberto Cortez; edizioni musicali Settebello 1967)
12. Briciole di baci – 2:35 (Mogol, Carlo Donida Labati; edizioni musicali R.R.R. 1960)
13. Amorevole – 2:28 (Vittorio Buffoli, Vito Pallavicini, Pino Massara; edizioni musicali Universal-Ariston 1965)
14. Tu farai – 2:28 (Alberto Testa, Augusto Martelli, Bruno Martelli; edizioni musicali Settebello 1965)
15. Io amo tu ami – 3:24 (Enzo Bonagura, Gino Redi; edizioni musicali Radio Filmusica 1961)
16. Sabati e domeniche – 2:43 (Mogol, Giancarlo Colonnello; edizioni musicali Rias 1967)
17. Piano – 3:04 (Giorgio Calabrese, Tony De Vita; edizioni musicali Curci 1960)
18. È inutile – 1:56 (Ricky Gianco, Gian Pieretti; edizioni musicali Leonardi 1964)
19. Improvvisamente – 2:43 (Antonio Amurri, Gianni Ferrio; edizioni musicali Ariston 1962)
20. Soli – 2:17 (Bruno Canfora, Castellano e Pipolo; edizioni musicali Curci 1965)